# Södertälje
Södertälje là một thành phố Thụy Điển. Thành phố là thủ phủ của đô thị Södertälje hạt Stockholm. Thành phố có diện tích km2, dân số là 60.300 người. Đây là thành phố lớn thứ 15 của Thụy Điển.
Sodertalje được chú ý với làn sóng người tị nạn lớn của Iraq. Sodertalje đã nhận nhiều người tị nạn Iraq hơn là Hoa Kỳ và Canada cộng lại. Sodertalje có những nhóm lớn nhất dân Assyria / Syriacs, nhiều hơn bất cư thành phố nào ở châu Âu, với hơn 22.000 Assyria sống Syriacs / năm Sodertalje (chiếm 35% dân số), và khoảng 80.000 người Assyria / Syriacs sinh sống tại hạt Stockholmy. Họ là những Kitô hữu đã đến thập niên 60 và 70. Họ ban đầu đến từ Thổ Nhĩ Kỳ, Syria và Liban. Thành phố này cách 30 km (18 dặm) về phía nam của Stockholm là các nơi có nhà máy sản xuất xe tải Scania AB.
Các kênh truyền hình quốc tếSuroyo và Suryoyo Sat có trụ sở tại Sodertalje. 